# Čeněk Kottnauer
Čeněk Kottnauer (Praga, 24 de febrer de 1910 – Londres, 14 de febrer de 1996) fou un jugador d'escacs txecoslovac, posteriorment nacionalitzat britànic. Obtingué el títol de Mestre Internacional el 1950, i el d'Àrbitre Internacional el 1951.

## Resultats destacats en competició
Al començament de la seva carrera, empatà als llocs 11è-12è al Memorial Kautsky de Praga 1933, (el campió fou Karel Opočenský), i fou 7è al torneig de classificació preolímpic de Praga 1939, (el campió fou Jiří Pelikán).

### Joc durant la II Guerra Mundial
Durant la II Guerra Mundial, estigué a la zona controlada pel III Reich. En aquesta època, fou 6è a Praga 1942 (els campions foren Aleksandr Alekhin i Klaus Junge), empatà als llocs 7è-8è a Choceň 1942 (campió: Miroslav Katětov), i guanyà a Zlin 1943 (per davant de Jan Foltys). El maig de 1944, conjuntament amb altres jugadors txecs (Luděk Pachman, Podgorny, Prucha, etc.) va perdre un matx d'entrenament a 8 partides contra Fedor Bogatyrchuk (+0 –7 =1) a Praga.

### Joc al continent després de la guerra
Després de la guerra, fou 13è a Groningen 1946 (campió: Mikhaïl Botvínnik), fou 13è al Memorial Chigorin de Moscou 1947 (el campió fou Botvínnik), quedà 2n al Memorial Schlechter de Viena 1947, (el campió fou László Szabó), fou 3r a Beverwijk 1947 (campió: Theo van Scheltinga), fou 4t a Bad Gastein 1948 (campió: Erik Lundin), empatà als llocs 8è-9è a Beverwijk 1948 (campió: Lodewijk Prins), fou 9è a Venècia 1949 (campió: Szabó), fou 10è a Trenčianske Teplice 1949 (campió: Gideon Ståhlberg), empatà als llocs 3r-6è al Memorial Schlechter de Viena 1949 (campions: Foltys i Stojan Puc), empatà als llocs 9è-10è al Memorial Przepiórka  a Szczawno Zdrój (Salzbrunn) 1950 (campió: Paul Keres), fou 17è a Amsterdam 1950 (campió: Miguel Najdorf), i guanyà el torneig internacional de Luzern 1953.

### Joc a la Gran Bretanya
El 1953, va emigrar a la Gran Bretanya. Allà, empatà als llocs 5è-7è a Hastings 1959/60 (campió: Svetozar Gligorić), i fou 11è a Hastings 1968/69 (campió: Vassili Smislov). Els anys 1970 va ser un dels millors entrenadors dels joves jugadors anglesos.

### Rànquing mundial
El seu millor rànquing Elo s'ha estimat en 2607 punts, el setembre de 1952, moment en què tenia 42 anys, cosa que el situaria en 46è lloc mundial en aquella data. Segons chessmetrics, va ser el 40è millor jugador mundial el gener de 1945.

### Participació en olimpíades d'escacs
Kottnauer va participar en tres Olimpíades d'escacs. Va representar Txecoslovàquia al quart tauler a la X Olimpíada d'escacs a Hèlsinki 1952, on hi guanyà una medalla d'or per la seva excel·lent actuació individual, (+10 –0 =5). Posteriorment, va representar Anglaterra al primer tauler a l'Olimpíada d'escacs de 1964 a Tel-Aviv i al segon tauler a l'Olimpíada d'escacs de 1968 a Lugano.
| Any  | Olimpíada       | Ciutat   | Tauler   | Guanyades | Taules | Perdudes | %    | Posició indiv. | Posició equip |
| ---- | --------------- | -------- | -------- | --------- | ------ | -------- | ---- | -------------- | ------------- |
| 1952 | X Olimpíada     | Hèlsinki | 4t (TXE) | 10        | 5      | 0        | 83.3 | Medalla d'or   | 4             |
| 1964 | XVI Olimpíada   | Tel-Aviv | 1r (ENG) | 8         | 7      | 3        | 63.9 | 8              | 18            |
| 1968 | XVIIV Olimpíada | Lugano   | 2n (ENG) | 3         | 5      | 4        | 45.8 | 30             | 16            |